# Église Saint-Jean-Baptiste de Devesset
L'église Saint-Jean-Baptiste  est érigée dans la commune de Devesset, département de l'Ardèche en région Auvergne-Rhône-Alpes. L'édifice est situé au cœur du chef-lieu de la commune.

## Historique
Les documents cités dans la bibliographie de l'article et en référence, permettent d'établir la chronologie suivante :
- 1292 : Le mandement de Devesset passe des comtes de Valentinois aux hospitaliers de Saint-Jean de Jérusalem. Devesset est alors le siège d’une commanderie appelé parfois « château ». Sa chapelle n'est connue que par des textes. De son côté, le village doit posséder une église paroissiale distincte.
- 1428 - 1439 : La commanderie est plusieurs fois prise et incendiée par des bandes de routiers qui ravagent le Velay.
- 1472 : Le grand prieur Jean Cottet la fait réédifier presque entièrement.
- 1565 - 1585 : La commanderie sert successivement de refuge aux troupes huguenotes et catholiques (guerres de Religion).
- 1583 : Nicolas de Vesc, grand vicaire de l'évêque de Viviers, rédige un procès-verbal de sa visite à l'église de Devesset : « il y a six ans que le service divin a été rétabli dans sa localité, mais il se célèbre dans la chapelle du château attendu que l'église paroissiale est détruite ».
- 1616 : Une visite prieurale précise que l'église paroissiale est dédiée à Saint-Jean-Baptiste, patron de l'ordre, qu'elle s'élève dans le château et qu'un petit corps de logis est réservé au curé et son vicaire.
- 1750 : Le procès-verbal d'une visite prieurale décrit l'intérieur de l'église. Le texte indique que le sanctuaire et la nef, couverts de lauzes, sont voûtés et séparés par une balustrade en bois, qu'une niche est située au-dessus du tabernacle dans laquelle se trouvent le Saint-Sacrement et une statue dorée de la Vierge avec de chaque côté les statues de saint Jean et de saint Jacques, qu'il y a aussi un « "retable soutenu par deux colonnes torses garnies de feuillages de vigne dorées" ».
- 1789 : Révolution…
- 1793 : Fermeture de l’église au culte ?
- 1802 : Réouverture officielle au culte : l’église demeure paroissiale dans le cadre de la mise en place de l’organisation temporelle concordataire. La paroisse de Devesset est alors rattachée au diocèse de Mende jusqu’au 6 octobre 1822.
- 1838 : Destruction par un incendie d’une partie de la commanderie et donc de l'église paroissiale.
- 1839 : Des devis estimatifs de réparations sont dressés en août et septembre par Moiselet, architecte de la ville du Puy. De son côté, le desservant de la paroisse, le père Joseph Souchon, commence sur un terrain privé la construction d'un nouveau presbytère et amorce l'édification d'une nouvelle église.
- 1840 : La mairie sollicite l'architecte de Tournon, Prosper Thévenet, pour des devis estimatifs afin d'achever les édifices ébauchés par le père Souchon, donnés à la commune et dont les murs s'élèvent à 6,30 m
- 1841 : Première adjudication. Demandée au curé Joseph Souchon en septembre, elle demeure sans suite.
- 1842 : Nouvelle adjudication en février. Elle reste sans adjudicataire car le prix des matériaux, provenant de l'ancienne église, est déduit du montant total ; selon le maire ces matériaux n'existent plus puisqu'ils sont déjà remployés. Un nouveau cahier des charges est proposé en mars. Une troisième adjudication, faite en avril, est attribuée à Jean-François Palix, marchand patenté au bourg de Lestra, à Saint-Agrève.
- 1843 : Le conseil municipal demande un délai pour l'achèvement des travaux.
- 1844 : En août Prosper Thévenet dresse un procès-verbal de réception définitive des travaux. On constate que le devis du 16 novembre 1840 mentionnait le clocher « à droite du chœur, c'est-à-dire du côté de l'entrée ; la sacristie devant faire le pendant de cette construction ». C'est probablement pour des raisons de clarté et d'ensoleillement que la sacristie a été construite à droite du chœur, du côté de l'entrée tournée vers le midi, et que le clocher se situe à gauche en direction du couchant.
- 1867 : Réparations au clocher.
- 1891 : Des subventions sont demandées pour la construction d'une tribune.
- 1906 : Inventaire de l’église dans le cadre de la Loi de séparation des Églises et de l'État.
- 1994 : Les paroisses catholiques de Devesset, La-Chapelle-sous-Rochepaule, Le Pouzat, Rochepaule, Saint-Agrève, Saint-André-en-Vivarais, Saint-Jean-Roure, Saint-Jeure-d'Andaure et Saint-Romain-le-Désert forment l’« Ensemble Inter Paroissial de Saint-Agrève ».
- 1996 : Rénovation de l’intérieur de l’église : le crépi et les enduits intérieurs sont notamment retirés afin de mettre en évidence les pierres des murs.
- 2003 : Création de la paroisse « Saint-Agrève en Vivarais », par fusion des paroisses catholiques de l’« ensemble inter-paroissial de Saint-Agrève » (1er janvier)[3].

## Description générale

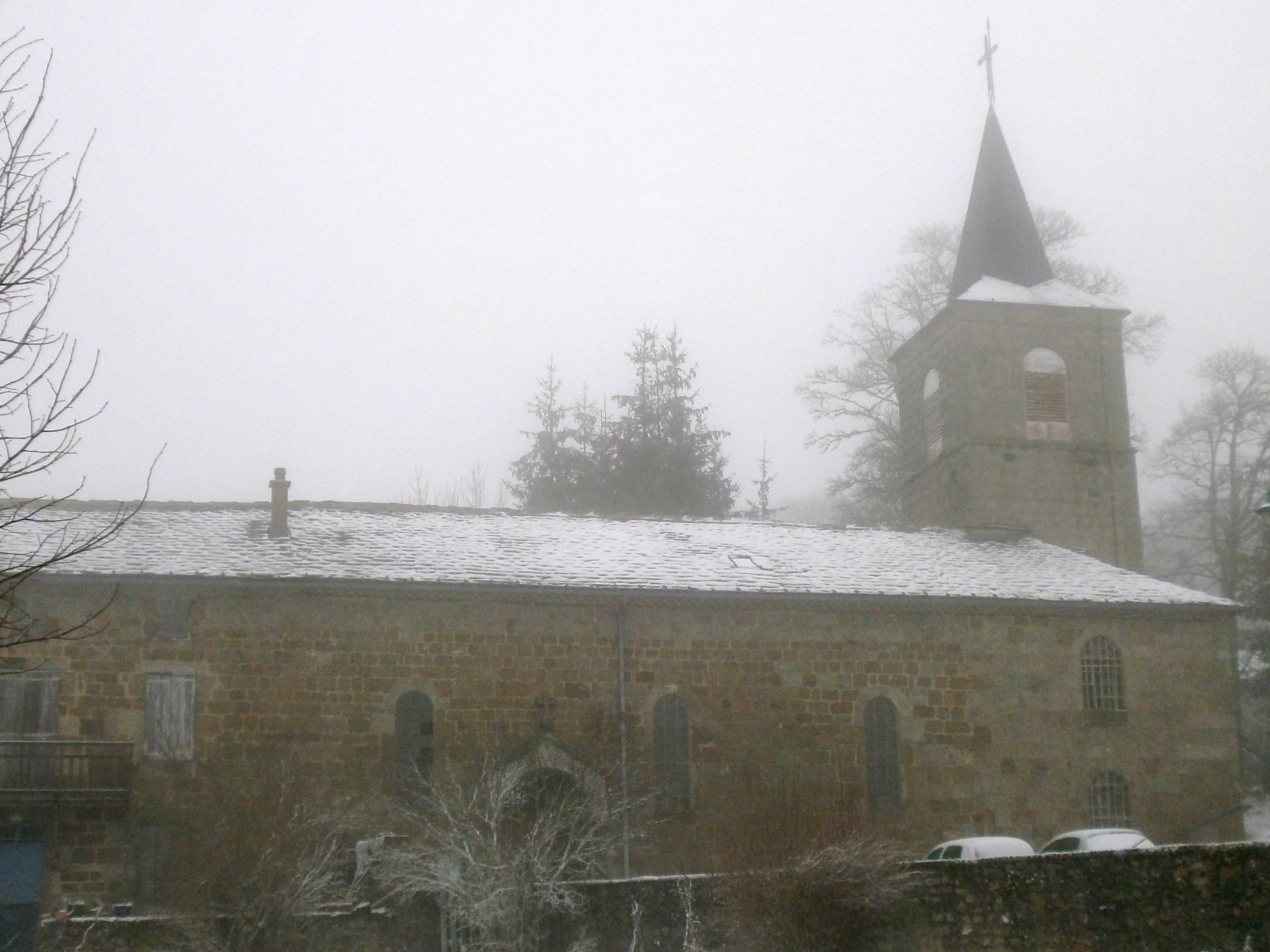
Église Saint-Jean-Baptiste de Devesset sous la neige.

L'église est en moellon de granite. L’appareil est disposé en assises régulières. Les encadrements des ouvertures, les cordons d'étage du clocher et les chaînes d'angle sont en pierre de taille de granite. Les toitures sont couvertes en lauze schisteuse sur la nef à longs pans et sur les deux croupes. Le clocher possède une flèche polygonale, il est à égout retroussé de plan carré. Sa couverture est en ardoise. L'édifie construit en même temps que le presbytère présente un ensemble homogène. Ses façades montre les deux tranches de travaux : les traces d’une surélévation aux sommets des murs gouttereaux soit deux rangs de pierres et une génoise.
À l’intérieur, le chœur de l’église est en cul-de-four. Sa nef à un vaisseau, couverte d'un plafond lambrissé, présente des murs en moellon de granite irrégulier laissant apparaître deux grandes arcades latérales probablement construites pour loger deux autels latéraux.

## Vocable
Saint Jean-Baptiste est le patron de cette église.

## Visite de l'édifice

### Le sanctuaire
Plusieurs éléments aux fonctions liturgiques précises :
- le siège de présidence,
- la Croix du Christ,
- l’ambon,
- l’autel,

permettent ici la célébration « face au peuple » selon la liturgie issue du concile Vatican II.
Le tabernacle est placé au centre de l’abside. Sa porte encadrée par des colonnettes est surmontée d’un fronton triangulaire présentant un symbole trinitaire et un mot sculpté en hébreu signifiant Dieu. Il est supporté par l’ancien maitre-autel en placage de marbre gris, offert par François Flouret.

### Sculptures

#### Statues
Plusieurs statues décorent l'église :
- Saint Joseph, statue offerte par Louis Bert.
- La Vierge à l’Enfant, 1880.
- Saint Antoine de Padoue1880.
- Saint Jean-Baptiste, patron de l’édifice.
- Le Sacré Cœur, 1880.
- Jeanne d’Arc, bénite en 1912, réplique signée André Besqueut (1850 – 1942).
- Le Christ en croix dominant l’assemblée.

#### Chemin de croix
Le Chemin de Croix rappelle différents épisodes en quatorze stations du premier vendredi saint : la Passion du Christ.

#### Autres éléments
Divers éléments :
- les fonts-baptismaux avec une représentation des évangélistes et leur clôture en fer forgé qui pourrait être l’œuvre d’Henri Veÿ, ferronnier de Saint-Agrève.
- le confessionnal réalisé à la fin du XIXe siècle et restauré en 1961.
- un élément rappelant l’histoire de paroissiens : le monument aux morts pour la France 1914 – 1918 avec 14 noms sous la forme d’un tableau.
- le monogramme JHS, une couronne d’épine et une croix sculptés de l’ancien maitre-autel.
- l’autel de la Sainte Vierge offert par Pierre Delobre et décoré du monogramme AM, de deux branches de rosiers et d’une rose sculptée sur la porte de son tabernacle.
- l’autel de saint Joseph décoré du monogramme S J et de lys sculptés.

### Cloches
Le clocher abrite deux cloches :
- Marianne réalisée par Jacques Ducray de Lyon en 1760,
- Marie Françoise réalisée par Jean-Claude Burdin dit Burdin Ainé en 1872.

## Chronologie des curés

### ? – 1994
Un curé a la charge de la paroisse dont le territoire correspond approximativement à celui de la commune.

### 1994 – 2003
Une équipe presbytérale dont les membres sont « curés in solidum » (responsables solidairement) a la charge de l’ensemble de l’ensemble inter-paroissial.

### Depuis 2003
Avec la création de la paroisse Saint-Agrève-en-Vivarais succédant à l’ensemble-interparoissial une équipe d’animation pastorale (E.A.P.) composée de laïcs en mission et de prêtres nommés « curé » a la charge de la paroisse nouvelle.